# 이브티삼 즈라이디
이브티삼 즈라이디(영어: Ibtissam Jraïdi, 1992년 12월 9일~)는 모로코의 여자 축구 선수로 포지션은 공격수이다. 현재 알 알리 (여자)와 모로코 여자 대표팀 소속으로 활동하고 있다. 

## 구단 경력
2012년 AS FAR 여자팀에 입단했으며, 해마다 리그와 FA컵 그리고 2022년 챔피언스리그 우승을 이끌었다.
2023년 사우디 위민스 프리미어 리그 팀은 알 알리 (여자)팀으로 이적하였다.

## 국가대표팀 경력
2009년부터 국가대표 경력을 시작했으며, 2022년 모로코를 여자 네이션스컵 준우승에 공헌하였으며, 2023년 FIFA 여자 월드컵 본선에 처음으로 진출시켰다. 
2023년 FIFA 여자 월드컵에서도 처음 출전에 16강에 진출시켰다.

## 수상

### 클럽
AS FAR (여자)
- 모로코 여자 리그 우승 (2013년, 2014년, 2016년, 2017년, 2018년·, 2019년, 2020년, 2021년, 2022년)
- 모로코 여자 FA컵 대회 우승 (2013년, 2014년, 2015년, 2016년, 2017년, 2018년, 2019년, 2020년, 2021년)
- 아프리카 여자 챔피언스리그 우승 (2022년)

### 국가대표팀
모로코 여자
- 아프리카 여자 네이션스컵 : 준우승 (2022년)

### 개인
- 2022년 아프리카 여자 네이션스컵 베스트 11
- 2022년 CAF 아프리카 여자 챔피언스리그 MVP
- 2023년 CAF 올해의 선수상